# (7113) Ostapbender
(7113) Ostapbender (1986 SD2) – planetoida z pasa głównego asteroid okrążająca Słońce w ciągu 5,1 lat w średniej odległości 2,96 j.a. Odkryta 29 września 1986 roku.